# Нововодолазька волость
Нововодолазька волость — історична адміністративно-територіальна одиниця Валківського повіту Харківської губернії з центром у слободі Нова Водолага.
Станом на 1885 рік складалася з 17 поселень, 2 сільських громад. Населення — 10 901 особа (5420 осіб чоловічої статі та 5481 — жіночої), 1951 дворових господарств.
|                     | Площа, десятин | У тому числі орної, дес. |
| ------------------- | -------------- | ------------------------ |
| Сільських громад    | 14256          | 12289                    |
| Приватної власності | 1309           | 814                      |
| Іншої власності     | 66             | 66                       |
| Загалом             | 15631          | 13169                    |

Основні поселення волості станом на 1885:
- Нова Водолага — колишня державна слобода за 25 верст від повітового міста, 6767 осіб, 1159 дворів, 4 православні церкви, школа, богодільня, поштова станція, 3 постоялих двори, 4 лавки, базари по неділях, 4 ярмарки на рік.
- Жидів Ріг (Білицький) — колишній державний хутір, 621 особа, 127 дворів.
- Очеретне — колишній державний хутір, 1164 особи, 238 дворів.
- Просяна — колишній державний хутір, 728 осіб, 149 дворів.

Найбільші поселення волості станом на 1914 рік:
- слобода Нова Водолага — 8408 мешканців.
- слобода Просяна — 4593 мешканців.

Старшиною волості був Пархоменко Феодор Іванович, волосним писарем — Андрющенко Петро Федорович, головою волосного суду — Ємець Ілларіон Андрійович.